# 天國與地獄 (電影)
《天國與地獄》（日语：天国と地獄）是1963年上映的日本电影，著名導演黑澤明執導，是黑泽明的人道主义电影代表作之一。它改編自美国侦探小说家爱德华·麦克伯恩所著小說《金格的赎金》（King's Ransom），探讨了贫富階級之间的对立与冲突问题。作为一部警匪题材的推理片，本片情节扣人心弦，充满紧张感，获得了日本年度每日电影评选最佳影片奖。

## 劇情簡介
靠自己努力當上鞋业公司高层的权藤，正为公司的事务发愁，不料他司机的儿子进一却被绑匪误当成他的儿子绑走，要他交纳3,000万日圆赎金。一开始权藤并不愿意交钱给匪徒，因为他为解决公司上的事务急需用钱。后来因救人心切他通过交付赎金救回进一，自己却被公司内的人排挤出了公司，并落到被债权人追债的地步。后来负责调查此案的警察们不但查出匪徒的身份——竹内，还设计证明了竹内用毒品杀死同谋者的犯罪事实，最终竹内被判死刑。临死前竹内要求见权藤一面，對权藤说出了他憎恨有钱人的内心想法。

## 主要人物
权藤金吾
三船敏郎飾
國民（National）製鞋公司的董事，白手起家的正直商人。充滿理想但頑固堅持的硬漢。與家人同住在山頂的別墅，生活優渥。
戸倉警部
仲代達矢飾
該次誘拐案件负责人（搜查主任）。喬裝來到权藤家提供協助，並率領同仁與嫌犯鬥智。
伶子
香川京子飾
权藤的妻子，優雅的傳統日本女性。出身富貴人家，對錢財不以為意。在支付贖金一事上，時常勸導丈夫。
河西
三橋達也飾
权藤的秘書。受权藤委託，要帶著重要的五千萬圓支票前往大阪。後被权藤的競爭對手利誘而出賣了自己的上司。
青木
佐田豊飾
权藤的公家車司機。獨力撫養兒子進一，沒想到兒子被綁票。尋回兒子後，對幫忙付贖金的权藤感到愧歉。
竹内銀次郎
山崎努飾
綁架幼童的主嫌，本業是實習醫師。因出身清貧而嫉妒有錢人，對居高臨下的权藤一家懷恨在心。向权藤勒贖三千萬圓，卻發現擄錯人。用狡猾手段避開警方追查，最終伏法。

## 相關連結
2007年朝日電視台改編成天國與地獄電視劇版。
2025年美国导演斯派克·李翻拍了该片。

## 外部連結
- 互联网电影数据库（IMDb）上《Tengoku to jigoku》的资料（英文）
- Criterion Collection essay by Chuck Stephens （页面存档备份，存于）
- . 日本电影数据库.   [2007-07-16]. （原始内容存档于2019-09-04）.